# Puthukkudiyiruppu Division
Puthukkudiyiruppu Division är en division i Sri Lanka.   Den ligger i provinsen Nordprovinsen, i den norra delen av landet, 270 km norr om huvudstaden Colombo.